# همخوان تیغه‌ای

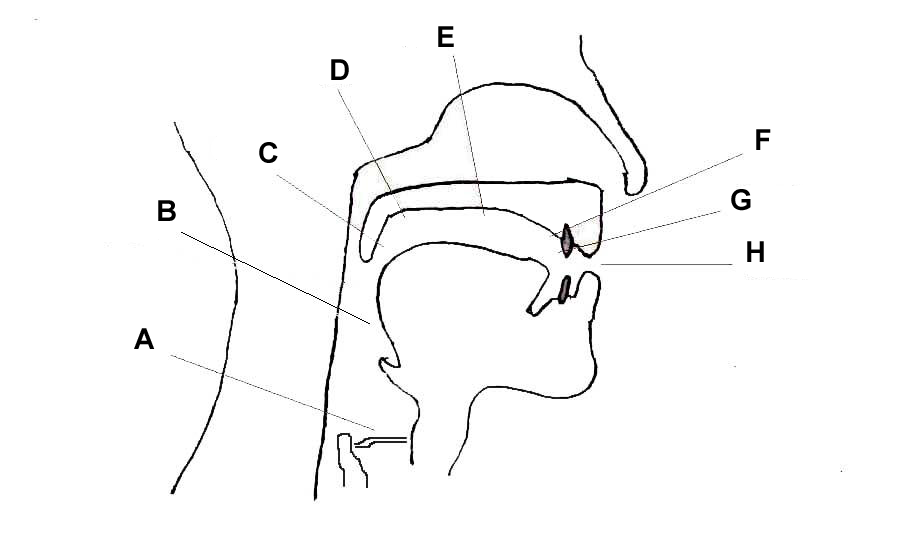
نگاره‌ای از محل تولید همخوان تیغه‌ای در زبان

همخوان تیغه‌ای یا همخوان تاج‌زبانی (انگلیسی: Coronal consonant) به همخوان‌هایی (صامت‌هایی) گفته می‌شود که با تیغه زبان یعنی بخش انعطاف‌پذیر جلوی زبان تولید می‌شود.